# Plerisca peringueyi
Plerisca peringueyi är en insektsart som beskrevs av Bolívar, I. 1904. Plerisca peringueyi ingår i släktet Plerisca och familjen Pyrgomorphidae. Inga underarter finns listade i Catalogue of Life.